# Accord sur les eaux du Nil de 1959
 (juillet 2011).
Si vous disposez d'ouvrages ou d'articles de référence ou si vous connaissez des sites web de qualité traitant du thème abordé ici, merci de compléter l'article en donnant les références utiles à sa vérifiabilité et en les liant à la section « Notes et références ».

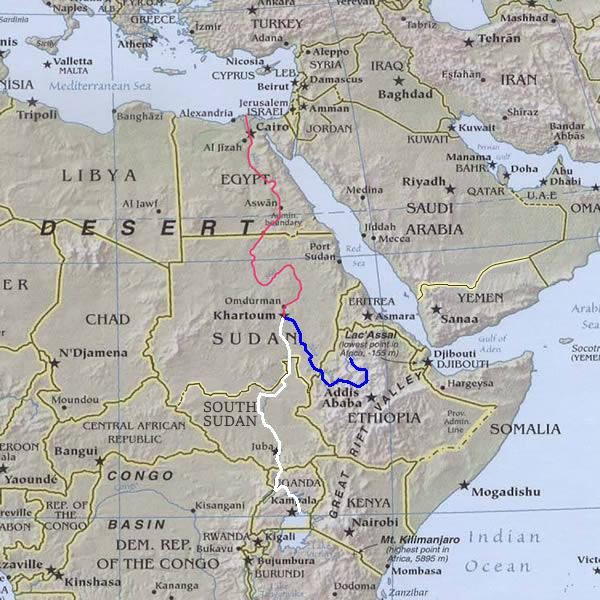
Accord entre l’Égypte et le Soudan concernant le partage du contrôle et de l’utilisation des eaux du Nil.

L’accord sur les eaux du Nil de 1959 est un accord entre l'Égypte et le Soudan concernant le partage du contrôle et de l'utilisation des eaux du Nil :
- La controverse sur la quantité de la moyenne du flux annuel du Nil a été réglée et estimée à environ 84 milliards de mètres cubes mesurés au haut barrage d'Assouan, en Égypte.
- L'accord a permis le partage de l'ensemble du débit annuel moyen du Nil entre le Soudan et l'Égypte à respectivement 18,5 et 69.5 milliards de mètres cubes.
- La perte annuelle d'eau due à l'évaporation et d'autres facteurs ont été considérés à environ 10 milliards de mètres cubes. Cette quantité serait déduite du rendement du Nil avant que les parts soient attribuées à l'Égypte et le Soudan.
- Le Soudan, en accord avec l'Égypte, construirait des projets qui permettraient d'améliorer le flux du Nil, en empêchant les pertes par évaporation dans les marais du Sudd, sur le Nil Blanc, situé dans le sud du Soudan. Le coût et le bénéfice de ces projets seraient divisés également entre eux. Si des demandes venaient des autres pays riverains du Nil, le Soudan et l'Égypte devraient traiter ensemble les réclamations.
- Si la réclamation subsistait et que l'eau du Nil devait être partagée avec un autre État riverain, ce montant alloué serait déduit des parts du Soudan et de l'Égypte en parts égales sur le volume du Nil mesuré à Assouan.
- L'accord donne à l'Égypte le droit de construire le barrage d'Assouan qui peut stocker l'écoulement annuel total du Nil.
- Il était accordé au Soudan de construire le barrage de Roseires sur le Nil Bleu, et de développer d'autres moyens d'irrigations et de production d'énergie hydroélectrique jusqu'à ce qu'il utilise pleinement sa part du Nil.
- Une Commission technique mixte permanente serait mise en place pour assurer la coopération technique entre les parties.